# Omnibus Müller

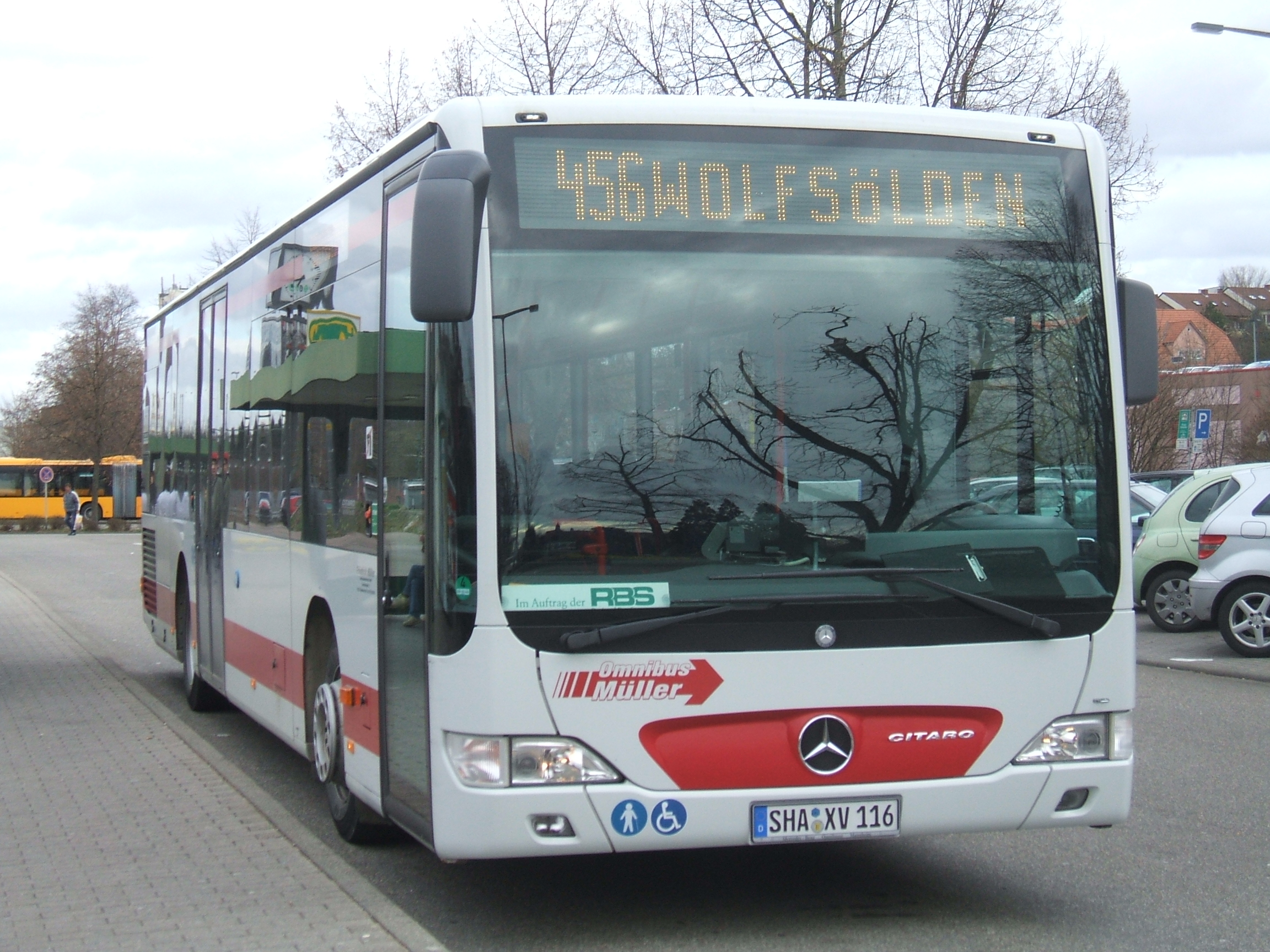
Mercedes-Benz Citaro Ü von FMO im Auftrag der RBS (2008)

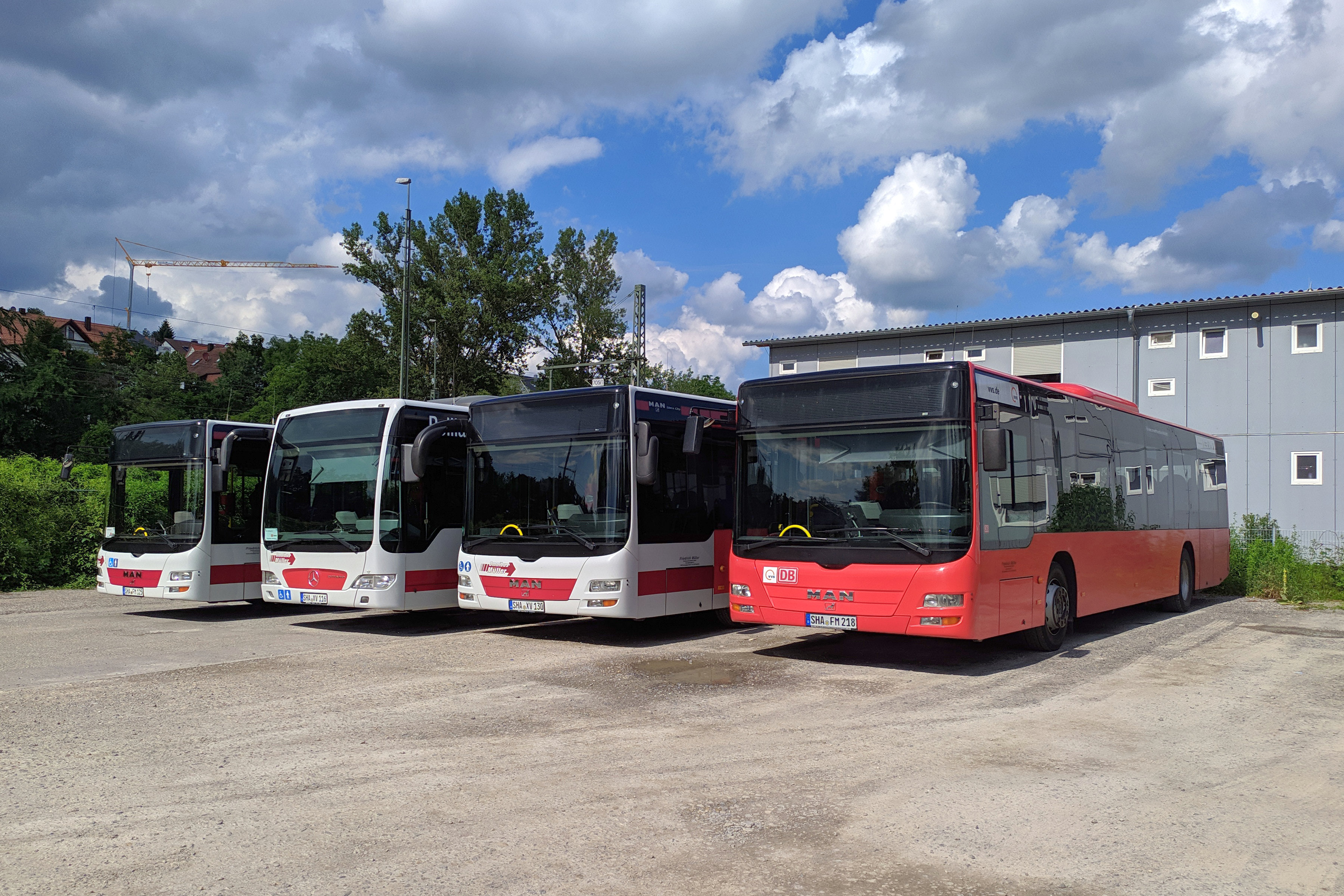
FMO-Busse in alter und neuer Lackierung (2019)

Die Friedrich Müller Omnibusunternehmen GmbH (FMO) ist eine Omnibusgesellschaft mit Sitz in Schwäbisch Hall. Sie betreibt zahlreiche Buslinien in Baden-Württemberg. Das Unternehmen ist eine hundertprozentige Tochtergesellschaft der Regional Bus Stuttgart GmbH (RBS), die wiederum zur Deutschen Bahn (DB) gehört.

## Geschichte
Friedrich Müller gründete 1928 in Schwäbisch Hall ein kleines Mietwagenunternehmen. 1931 folgte die Einrichtung eines Buslinienverkehrs von Schwäbisch Hall nach Waldenburg und Langenburg. Nach dem Zweiten Weltkrieg wurde der Linien- und Gelegenheitsverkehr weiter ausgebaut. Als der damalige Betriebshof in der Louis-Braun-Straße nicht mehr ausreichte, weihte Omnibus Müller 1976 seinen heutigen Firmensitz in der Schmollerstraße im Stadtteil Hessental ein.
Am 18. April 2001 wurde das Unternehmen von der Regional Bus Stuttgart (RBS) aufgekauft. Zum Jahresende 2002 hat die RBS ihre Linienkonzessionen im Landkreis Schwäbisch Hall und im nördlichen Ostalbkreis auf ihre Tochtergesellschaft übertragen.
Im Jahr 2016 wurde die Verwaltung der fünf überwiegend in Baden-Württemberg tätigen Busgesellschaften der Deutschen Bahn (BRN, FMO, RBS, RVS, SBG) in Karlsruhe zentralisiert. Als Grund für die Reorganisation wurde die veränderte Marktsituation genannt, die Teilnahme an Vergabeverfahren und Entwicklung von Verkehrskonzepten solle zukünftig unter einem Dach erfolgen.
Bei den EU-weiten Ausschreibungen von Busverkehren erhielt FMO seit 2017 den Zuschlag für mehrere Linienbündel in Baden-Württemberg. Da für das Unternehmen der Tarifvertrag der privaten Omnibusunternehmen gilt, konnte es seine Leistungen günstiger anbieten als die Muttergesellschaft RBS und andere Busunternehmen der Deutschen Bahn. Zum 10. Dezember 2017 übernahm FMO den Busverkehr in den Linienbündeln 4, 8, 9 und 10 (Los 1) im Landkreis Böblingen sowie im Linienbündel Rastatt Süd II im Landkreis Rastatt. Zum 1. Januar 2018 folgten die Linienbündel 2 (Stromberg) und 8 (Neckartal) im Landkreis Ludwigsburg. Seit dem 1. Dezember 2018 wird das Linienbündel 1 (Filderstadt/Leinfelden-Echterdingen) im Landkreis Esslingen und seit dem 9. Dezember 2018 das Linienbündel Lußhardt im Landkreis Karlsruhe von FMO betrieben. Am 1. Januar 2019 folgten die Linienbündel 9, 10 und 11 (Backnang und Umgebung) im Rems-Murr-Kreis.
Das Linienbündel 4 (Ditzingen) im Landkreis Ludwigsburg wurde zum 1. Januar 2019 an die RBS vergeben. Noch vor der Betriebsaufnahme wurde die Konzession von der RBS auf die FMO übertragen. Die Fa. Klingel verkehrt als Subunternehmer auf den Linien. Im Bereich Marbach/Bottwartal blieb die vorherige Konstellation größtenteils erhalten – die Vergabe des Linienbündels 6 im Landkreis Ludwigsburg erfolgte zum 1. August 2019 ebenfalls an die RBS und FMO wird weiterhin als Auftragsunternehmen zusammen mit weiteren privaten Busbetrieben die Fahrleistungen erbringen.
FMO bewarb sich auch für den Stadtverkehr Böblingen/Sindelfingen, konnte sich aufgrund des Altunternehmerprivilegs jedoch knapp nicht gegen den bisherigen Betreiber Pflieger durchsetzen.
Seit Dezember 2019 betreibt FMO das Linienbündel Hardt West-Nord und seit Dezember 2020 das Linienbündel Ettlingen I im Landkreis Karlsruhe. Außerdem wird seit Dezember 2022 das Los I im Verkehrsraum Neuenbürg / Straubenhardt bedient, damit werden erstmals Leistungen im Enzkreis und Pforzheim erbracht. Am 1. Juli 2025 übernahm FMO das Linienbündel 2 im Rems-Murr-Kreis (Waiblingen und Umgebung).

## Betrieb
Im Jahr 2016 unterhielt Omnibus Müller 36 eigene Buslinien und fuhr insbesondere im Auftrag der RBS auf 19 weiteren Buslinien. Das Einzugsgebiet des mehr als 1300 Kilometer langen Liniennetzes umfasste damals etwa 400.000 Einwohner, jährlich wurden rund 5,4 Mio. Fahrplankilometer zurückgelegt. Zu dieser Zeit verfügte FMO über 40 eigene Busse, Auftragsunternehmen verkehrten mit 98 weiteren Fahrzeugen.
Auch die Muttergesellschaft RBS erbringt Fahrleistungen für das Unternehmen, umgekehrt ist Müller schon seit einiger Zeit im Landkreis Ludwigsburg – früher noch außerhalb des eigenen Verkehrsgebietes gelegen – auch auf Linien der RBS unterwegs. Neben dem Betriebshof in Schwäbisch Hall bestehen ursprüngliche FMO-Einsatzstellen in Bühlertann, Crailsheim, Ellwangen und Marbach, an denen Busse stationiert sind. Seit Dezember 2023 gibt es weitere Standorte in Heilbronn, Abstatt, Gundelsheim, Dahenfeld und Weinsberg.
Mit Stand August 2019 umfasste die Fahrleistungen aller Linienbündel rund 18 Mio. Kilometer pro Jahr. Der eigene Fuhrpark hat sich auf mehr als 150 Busse vergrößert. In Böblingen und Ludwigsburg nutzt FMO die Betriebshöfe der RBS, in Tübingen den Betriebshof der RAB und in Backnang erfolgt die Einmietung bei der OVR. Weitere Einsatzstellen sind in Beilstein, Besigheim, Bruchsal, Bühl, Leinfelden-Echterdingen, Oberstenfeld, Sachsenheim, Vaihingen an der Enz und Waghäusel hinzugekommen. Das ehemalige RBS-ServiceCenter Backnang, das als Anlaufstelle für die Kunden dient, wird von FMO weitergeführt.
Ab 1. Juni 2023 entstand durch die Übernahme der noch verbleibenden Verkehre der Muttergesellschaft RBS ein neues FMO Regionalcenter in Aalen sowie ab dem 1. Dezember 2023 auch in Heilbronn.
Seit dem 1. September 2023 betreibt die FMO auch die Linien 169, 181, 182, 183, 185, 193 sowie 195 in und um Nürtingen. Bisheriger Betreiber war die Omnibusverkehr Kirchheim (OVK), einer Tochtergesellschaft von Omnibus Dannenmann. Der Vertrag hat eine Laufzeit bis zum 31. Dezember 2028.
Zum 1. Januar 2025 verlor die FMO den Stadtverkehr in Backnang mit den Linien 359, 360, 361, 362, 362A, 363, 368, 368A, 369, 370 und N36 nach sechs Jahren wieder an den früheren Betreiber, die Omnibus-Verkehr Ruoff.
Zum 1. Juli 2025 übernahm die FMO in Waiblingen und Umgebung (Linienbündel Rems-Murr 2 "Unteres Remstal") die Linien 201, 201A, 202, 204, 206, 206A sowie die neue Nachtbuslinie N24 von Fischle. FMO wird den Betrieb in diesem Linienbündel zunächst mit Dieselbussen aufnehmen, jedoch sukzessive auf Busse mit Wasserstoffantrieb umstellen. Der Vertrag hat eine Laufzeit bis zum 31. Dezember 2037.
Ebenfalls zum 1. Juli 2025 übernahm die FMO in Wendlingen (Linienbündel Esslingen 6) die Linien 151, 154, 155, 155A, 184, 196 sowie die neue Nachtbuslinie N15 von der OVK. Darüber hinaus ist der Betrieb des VVS Rider, einem Ridepooling-Angebot, im Bereich Wendlingen und Oberboihingen ein weiterer Bestandteil dieses Linienbündels. Der VVS Rider verkehrt in den Abendstunden sowie am Sonntag ganztags. Neben Dieselbussen wird die FMO in diesem Linienbündel drei emissionsfreie Elektrobusse sowie – als VVS Rider – einen elektrischen Kleinbus einsetzen. Der Vertrag hat eine Laufzeit bis zum 31. Dezember 2033.

### Fuhrpark
In den seit 2017 übernommenen Linienbündeln kommen überwiegend neu beschaffte Fahrzeuge vom Typ MAN Lion’s City (A20/A21/A23, seit 2021 12C/18C) in verkehrsroter DB-Farbgebung zum Einsatz. Im Linienbündel Lußhardt verkehren darüber hinaus auch Iveco Crossway LE. Im Schülerverkehr und als Reservefahrzeug werden hauptsächlich MAN Lion’s City sowie Mercedes-Benz Citaro in verschiedenen Ausführungen eingesetzt. Die meisten der älteren Busse wurden von RBS, RVS oder SBG übernommen, manche Fahrzeuge sind von der RBS geliehen. Besonderheiten im Fuhrpark sind ein Kleinbus auf Basis des Fiat Ducato, welcher als Citybus in Leinfelden-Echterdingen eingesetzt wird, sowie zwei MAN-Midibusse vom Typ Lion’s City M (A47) im Raum Backnang.
Der Fuhrpark im Bereich Schwäbisch Hall, Crailsheim und Ellwangen besteht aus MAN Lion’s City und Mercedes-Benz Citaro in unterschiedlichen Varianten, welche überwiegend noch im alten lichtgrau-rubinroten Farbschema lackiert und mit dem Omnibus-Müller-Logo versehen sind. Zudem befinden sich im Haller beziehungsweise Ellwanger Bereich auch mehrere Fahrzeuge in verkehrsroter Farbgestaltung. Bei eben diesen Fahrzeugen wurde mittels einer Folierung die Front rot und weiß gestaltet. Zusätzlich weisen diese Fahrzeuge ein Omnibus-Müller-Logo an der Fahrzeugfront auf.

## Linien
Die Buslinien der FMO verlaufen größtenteils innerhalb der Verkehrs- und Tarifverbünde KVSH, KVV, OstalbMobil und VVS. Solange sich Start- und Zielhaltestelle innerhalb eines Tarifverbundes befinden, gilt dessen Tarif. Bei verbundüberschreitenden Fahrten (z. B. von Schwäbisch Hall nach Ellwangen) gilt ein eigener FMO-Haustarif. Hierbei handelt es sich um einen kilometerbasierten Tarif (Kilometerpreistabelle), bei welchem sich der Fahrpreis zwischen Start- und Zielort nicht nach Anzahl der befahrenen Tarifzonen, sondern nach der tatsächlich zurückgelegten Distanz richtet. Beim FMO-Tarif wird die BahnCard anerkannt, während es innerhalb der Verbünde dazu unterschiedliche Regelungen gibt.
Auf der KVSH-Linie 20 gilt für Fahrten von/nach Wüstenrot der HNV-Tarif.
Die VVS-Linien X82, 826, 826a, 827 und 828 verkehren auf dem Abschnitt zwischen Walddorfhäslach/Dettenhausen und Tübingen im Bereich des naldo. Für verbundüberschreitende Fahrten können Fahrausweise gemäß bwtarif erworben werden. Andere naldo-Fahrausweise werden nicht anerkannt, das Baden-Württemberg-Ticket oder das MetropolTagesTicket können jedoch zuschlagsfrei genutzt werden.
| Linie   | Verlauf |
| ------- | --- |
|         | Bereich Schwäbisch Hall/Crailsheim (KVSH) |
| S1      | Schwäbisch Hall – Wolpertshausen – Crailsheim (Schnellbus)                                                                                           |
| 12      | Schwäbisch Hall – Vellberg – Obersontheim – Bühlertann – Bühlerzell                                                                                  |
| 12A     | Bühlertann – Bühlerzell (Schülerverkehr) |
| RB14    | Bühlertann – Obersontheim – Vellberg – SHA-Hessental (Regiobus/Bahnanschluss für's Bühlertann)                                                       |
| 16      | Schwäbisch Hall – Rosengarten – Gaildorf – Unterrot                                                                                                  |
| 17      | Schwäbisch Hall – Sulzdorf – Mittelfischach – Engelhofen                                                                                             |
| 17A     | Bühlertann – Obersontheim – Fischachtal (Schülerverkehr)                                                                                             |
| 18      | Schwäbisch Hall – Sulzdorf – Vellberg – Großaltdorf – Ilshofen                                                                                       |
| 18A     | Ortsverkehr Vellberg (Schülerverkehr) |
| 20      | Schwäbisch Hall – Mainhardt (– Wüstenrot) |
| 23      | Schwäbisch Hall – Wolpertshausen – Ilshofen – Kirchberg – Rot am See                                                                                 |
| 23 Nord | Ilshofen – Haßfelden – Hörlebach – Wolpertshausen |
| 23A     | Oberaspach – Eckartshausen – Ilshofen |
| 23S     | Schwäbisch Hall – Rot am See – Schrozberg |
| 49      | Gaildorf – Obersontheim – Bühlertann |
| 50      | Onolzheim – Altenmünster – Stadtmitte – Goldbach – Westgartshausen                                                                                   |
| 52      | StadtBus Crailsheim (Gemeinschaftskonzession mit Röhler Touristik GmbH, betrieben durch StadtBus Crailsheim GbR)                                     |
| 53      | StadtBus Crailsheim (Gemeinschaftskonzession mit Röhler Touristik GmbH, betrieben durch StadtBus Crailsheim GbR)                                     |
| 53N     | StadtBus Crailsheim NightLiner (Gemeinschaftskonzession mit Röhler Touristik GmbH, betrieben durch StadtBus Crailsheim GbR)                          |
| 54      | StadtBus Crailsheim (Gemeinschaftskonzession mit Röhler Touristik GmbH, betrieben durch StadtBus Crailsheim GbR)                                     |
| 58      | Crailsheim – Waldtann – Mariäkappel – Marktlustenau – Crailsheim                                                                                     |
| 59      | Crailsheim – Fichtenau – Dinkelsbühl |
| 59A     | Fichtenau – Dinkelsbühl |
| 60      | Crailsheim – Matzenbach – Rechenberg – Stimpfach – Crailsheim                                                                                        |
| 61      | Crailsheim – Frankenhardt – Rosenberg |
| 61A     | Crailsheim – Ingersheim – Jagstheim – Westgartshausen – Lohr (Schülerverkehr)                                                                        |
| 62      | Crailsheim – Obersontheim |
| 62A     | Gründelhardt – Honhardt (Schülerverkehr) |
| 62B     | Honhardt – Steinbach (Schülerverkehr) |
| 62C     | Honhardt – Gründelhardt (Schülerverkehr) |
| 62D     | Crailsheim – Altenmünster – Onolzheim (Schülerverkehr)                                                                                               |
| 62F     | Freibadbus Crailsheim (gültig von 12.05.2023 - 13.09.2023)                                                                                           |
| 63      | Crailsheim – Schüttberg – Wäldershub – Bergbronn – Crailsheim                                                                                        |
| 68      | Stimpfach – Weipertshofen – Gerbertshofen – Stimpfach                                                                                                |
| 70      | Stimpfach – Honhardt – Gründelhardt – Obersontheim                                                                                                   |
|         | Bereich Aalen/Ellwangen/Schwäbisch Gmünd (OstalbMobil)                                                                                               |
| 13      | Ellwangen – Rosenberg – Bühlertann – Obersontheim – Schwäbisch Hall (ehemals Linie 7870)                                                             |
| 62      | Schwäbisch Gmünd – Mutlangen – Lindach – Täferrot – Ruppertshofen                                                                                    |
| 63      | Schwäbisch Gmünd – Gschwend – Gaildorf (wird im KVSH als Buslinie 41 geführt/ehemals Linie 7911)                                                     |
| 63/7    | Gschwend – Gaildorf Schulzentrum – Gschwend (Schülerverkehr)                                                                                         |
| 63/9    | Gschwend – Brandhof – Altersberg – Honkling – Gschwend (Schülerverkehr)                                                                              |
| 67      | Ellwangen – Jagstzell – Stimpfach – Crailsheim (ehemals Linie 7846)                                                                                  |
| 74      | Schwäbisch Gmünd – Heuchlingen – Untergröningen (ehemals Linie 7920)                                                                                 |
| 74/1    | Herlikofen – Iggingen – Lindach – Mutlangen (Schülerverkehr)                                                                                         |
| 76      | Abtsgmünd – Heuchlingen – Mögglingen – Heubach (ehemals Linie 7923)                                                                                  |
| 77      | Gschwend – Mutlangen / Gschwend – Ellwangen / Gschwend – Schwäbisch Gmünd (Schülerverkehr)                                                           |
| 267     | Schwäbisch Gmünd – Böbingen – Mögglingen – Heubach (ehemals Linie 7934)                                                                              |
| 7518    | Aalen – Unterkochen – Oberkochen |
| 7696    | (Nördlingen –) Bopfingen – Lauchheim – Westhausen – Aalen                                                                                            |
| 7698    | Aalen – Hüttlingen (– Neuler) – Abtsgmünd (– Hohenstadt) (– Untergröningen)                                                                          |
| 7846A   | Ellwangen – Hüttlingen – Aalen (Schülerverkehr) |
| 7864    | Bopfingen – Neresheim |
| 7865    | Ellwangen – Tannhausen – Unterschneidheim – Bopfingen                                                                                                |
| 7865/2  | Beersbach – Pfahlheim – Röhlingen – Pfahlheim (Schülerverkehr)                                                                                       |
| 7865/4  | Tannhausen – Zöbingen – Bopfingen |
| 7865/8  | Dinkelsbühl – Wört – Stödtlen – Tannhausen – Unterschneidheim                                                                                        |
| 7866    | Röhlingen – Rainau – Wasseralfingen – Aalen |
| 7867    | Ellwangen – Unterdeufstetten – Stödtlen – Wört – Dinkelsbühl (wird im KVSH als Buslinie 111 geführt)                                                 |
| 7867/1  | Eiberg – Georgenstadt – Ellenberg |
| 7867/8  | (Dinkelsbühl –) Stödtlen – Mönchsroth – Wilburgstetten – Unterbronnen – Stödtlen (Schülerverkehr)                                                    |
| 7869    | Ellwangen – Adelmannsfelden – Abtsgmünd |
| 7869/1  | Hinterlengenberg – Eggenrot – Ellwangen |
| 7871    | Fichtenau – Wört – Springhof – Hirschhof – Wört Schule (Schülerverkehr/wird im KVSH als Buslinie 59C geführt)                                        |
| 7914    | Lorch – Weitmars (– Walkersbach) |
| 7922    | Aalen – Mögglingen – Lautern – Heubach |
|         | Region Stuttgart (VVS) |
| 151     | Wendlingen (N) ZOB – Köngen – Wendlingen (N) |
| 154     | Wendlingen (N) ZOB – Weinhalde – ZOB |
| 155     | Wendlingen (N) ZOB – Unterboihingen – ZOB |
| 155A    | Wendlingen (N) Schulzentrum – Sporthalle Im Speck – Schulzentrum (Schülerverkehr)                                                                    |
| 169     | Nürtingen – Zizishausen – Oberensingen – Zizishausen – Nürtingen                                                                                     |
| 184     | Nürtingen - Zizishausen - Unterensingen – Wendlingen                                                                                                 |
| 181     | Nürtingen – Owen |
| 182     | Nürtingen – Roßdorf |
| 183     | Nürtingen ZOB – Braike (– Waldfriedhof) – Roßdorf |
| 185     | Nürtingen – Raidwangen – Großbettlingen – Grafenberg                                                                                                 |
| 185A    | Grafenberg – Großbettlingen – Raidwangen – Nürtingen (Schülerverkehr)                                                                                |
| 193     | Nürtingen ZOB – Neuffener Straße – Schelmenwasen |
| 195     | Nürtingen – Raidwangen – Großbettlingen – Tischhardt – Frickenhausen                                                                                 |
| 196     | Nürtingen - Oberboihingen - Wendlingen (N) |
| 201     | Bittenfeld – Hohenacker – Neustadt – Waiblingen |
| 201A    | Bittenfeld – Hohenacker – Neustadt – Waiblingen (Schülerverkehr)                                                                                     |
| 202     | Strümpfelbach – Endersbach |
| 204     | Hegnach – Waiblingen – Beinstein – Endersbach |
| 206     | Waiblingen – Endersbach – Beutelsbach – Schnait |
| 217A    | Waiblingen – Korb – Weinstadt – Remshalden – Engelberg                                                                                               |
| 381     | Backnang – Weissach – Auenwald – Backnang |
| 382     | Backnang – Weissach – Auenwald – Althütte |
| 382a    | Backnang – Weissach – Auenwald – Althütte (Schülerverkehr)                                                                                           |
| 383     | Backnang – Allmersbach – Unterweissach (– Oberbrüden)                                                                                                |
| 384     | Backnang – Weissach – Althütte |
| 393     | Backnang – Allmersbach – Rudersberg („Fahrrad2Go“)                                                                                                   |
| 444     | Ludwigsburg – Freiberg – Höpfigheim (– Steinheim) |
| 444a    | Freiberg – Pleidelsheim – Höpfigheim (Schülerverkehr)                                                                                                |
| 446     | Freiberg – Großingersheim – Kleiningersheim |
| 446a    | Freiberg – Großingersheim – Kleiningersheim (Schülerverkehr)                                                                                         |
| 455     | Backnang – Burgstall (– Kirchberg) |
| 459     | Freiberg – Pleidelsheim – Besigheim |
| 459a    | Mundelsheim – Hessigheim – Besigheim (Schülerverkehr)                                                                                                |
| 467     | Backnang – Kleinaspach – Oberstenfeld – Prevorst („Berg- und Talbus“)                                                                                |
| 477     | Burgstall – Kirchberg – Zwingelhausen – Großaspach (Schülerverkehr)                                                                                  |
| 488     | Kirchberg (M) Bf – Zwingelhausen – Kirchberg (M) Bf (Ortsbus Kirchberg (M))                                                                          |
| 560     | Stadtverkehr Besigheim |
| 566     | Bietigheim – Sachsenheim (– Sersheim – Vaihingen) |
| 567     | Hohenhaslach – Freudental – Bietigheim – Großingersheim – Pleidelsheim (– Murr)                                                                      |
| 567a    | Kleiningersheim – Großingersheim – Bietigheim (Schülerverkehr)                                                                                       |
| 571     | (Bietigheim –) Sachsenheim – Häfnerhaslach |
| 571a    | Häfnerhaslach – Hohenhaslach – Großsachsenheim (Schülerverkehr)                                                                                      |
| 572     | Bietigheim – Tripsdrill – Kirbachtal (Wanderbus „Stromer“)                                                                                           |
| 574     | Besigheim – Kirchheim – Bönnigheim |
| 574a    | Bönnigheim – Kirchheim – Gemmrigheim – Besigheim (Schülerverkehr)                                                                                    |
| 590     | Vaihingen – Ensingen – Horrheim – Hohenhaslach |
| 592     | Gündelbach – Vaihingen – Eberdingen (– Hochdorf) |
| 592a    | Eberdingen – Nußdorf – Aurich – Vaihingen (Schülerverkehr)                                                                                           |
| 623     | Ditzingen – Schöckingen |
| 624     | Stadtverkehr Ditzingen |
| 626     | Ditzingen Bahnhof – Industriegebiet Ost |
| 663     | Weil der Stadt – Merklingen – Münklingen – Hausen |
| 665     | Weil der Stadt Bf – Blammerberg – Bahnhof (– Gymnasium)                                                                                              |
| 734     | (Sindelfingen –) Goldberg – Schönaich – Goldberg (– Sindelfingen)                                                                                    |
| 752     | Ehningen – Hildrizhausen – Holzgerlingen (- Sindelfingen ZOB)                                                                                        |
| 753     | Rohrau (– Nufringen Gewerbegebiet) – Gärtringen – Herrenberg                                                                                         |
| 756     | (Weil im Schönbuch -) Neuweiler - Holzgerlingen – Neuweiler (-Weil i.S.)                                                                             |
| 757     | Holzgerlingen Buch - Schönaich |
| 760     | Böblingen – Schönaich – Steinenbronn (-Waldenbuch Schloss)                                                                                           |
| 760a    | Sindelfingen - Böblingen - Schönbuchlichtung (Schülerverkehr)                                                                                        |
| 761     | Böblingen – Schönaich – Weil im Schönbuch |
| 761a    | Breitenstein - Neuweiler - Weil im Schönbuch (Schülerverkehr)                                                                                        |
| 811     | Erlach – Stetten (F) Gewehrgebiet – Bernhausen Bahnhof                                                                                               |
| 812     | Bernhausen Bahnhof – Luftfrachtzentrum – Flughafen/Messe – Stetten – Plattenhardt – Filderklinik – Bonlanden – Bernhausen Bahnhof                    |
| 813     | Bernhausen Bahnhof – Bonlanden – Filderklinik – Plattenhardt – Stetten – Flughafen/Messe – Luftfrachtzentrum – Bernhausen Bahnhof                    |
| 814     | Bernhausen Bahnhof – Plattenhardt Lailensäcker – Stetten – Stetten Gewerbegebiet – Echterdingen – Leinfelden – Musberg                               |
| 815     | Bernhausen Bahnhof – Bonlanden – Filderklinik – Waldenbuch                                                                                           |
| 816     | Bernhausen Bahnhof – Neuhausen – Scharnhausen – Ruit                                                                                                 |
| 816a    | Neuhausen – Sielmingen – Bernhausen – Plattenhardt – Bonlanden – Harthausen – Aich (Schülerverkehr)                                                  |
| 817     | Neuhausen Novizenweg – Sielmingen – Bernhausen Bahnhof                                                                                               |
| 818     | Musberg – Oberaichen – Leinfelden – Echterdingen – Stetten (– Plattenhardt Lailensäcker – Bernhausen Bahnhof)                                        |
| 818a    | Musberg – Oberaichen – Leinfelden – Echterdingen – Stetten – Plattenhardt (Schülerverkehr)                                                           |
| RD819   | On-Demand-Verkehr Leinfelden-Echterdingen (Demand-Service VVS Rider)                                                                                 |
| 826     | Leinfelden – Steinenbronn – Waldenbuch – Dettenhausen – Tübingen                                                                                     |
| 827     | Walddorfhäslach – Walddorf - Dettenhausen – Pfrondorf – Tübingen                                                                                     |
| 826a    | Weil im Schönbuch – Dettenhausen – Tübingen / Waldenbuch – Steinenbronn – Leinfelden (Schülerverkehr)                                                |
| 828 X82 | Flughafen/Messe – Echterdingen – Steinenbronn – Waldenbuch – Dettenhausen – Tübingen („Airport-Sprinter“)                                            |
| N15     | Bittenfeld - Hohenacker - Neustadt - Waiblingen - Hegnach (Nachtbus)                                                                                 |
| N18     | Oberaichen – Musberg – Leinfelden – Echterdingen – Stetten – Echterdingen – Leinfelden – Oberaichen (Nachtbus)                                       |
| N24     | Bittenfeld - Hohenacker - Neustadt - Waiblingen - Hegnach (Nachtbus)                                                                                 |
| N36     | Backnang – Steinbach – Heiningen – Waldrems – Maubach – Backnang (Nachtbus)                                                                          |
| N74     | Böblingen – Holzgerlingen – Altdorf – Hildrizhausen – Weil – Neuweiler – Breitenstein – Schönaich – Böblingen (Nachtbus)                             |
| N77     | Gärtringen – Rohrau – Herrenberg – Affstätt – Kuppingen – Oberjesingen – Deckenpfronn – Gärtringen (Nachtbus)                                        |
| X16     | (Sindelfingen -) Böblingen - Waldenbuch - Aichtal - Nürtingen (Schnellbus)                                                                           |
| X19     | Nürtingen – Großer Forst – Großbettlingen (Schnellbus)                                                                                               |
| X76     | Böblingen - Schönaich - Waidenbuch (Schnellbus) |
|         | Bereich Karlsruher Verkehrsverbund (KVV) |
| 101     | (Moosbronn – Freiolsheim –) Völkersbach – Schöllbronn – Spessart – Ettlingen                                                                         |
| 102     | Schöllbronn – Schluttenbach – Ettlingenweier – Ettlingen Stadt                                                                                       |
| 106     | Ettlingen Stadt – Ettlingen Industriegebiet – Silberstreifen – Rösselsbrünnle – Neuburgweier                                                         |
| 109     | Ettlingen Stadt – Ettlingen Wasen – Hertzstraße – Rudolf-Planck-Straße – Am Hardtwald                                                                |
| 120     | Weingarten - Staffort - Spöck |
| 121     | Blankenloch - Staffort - Büchenau |
| 122     | Weingarten - Staffort - Blankenloch |
| 124     | Hochstetten – Graben-Neudorf |
| 125     | Kirrlach – Waghäusel – Wiesental – Hambrücken – Forst – Bruchsal – Karlsdorf – Neuthard – Spöck – Karlsruhe                                          |
| 126     | Graben-Neudorf – Wiesental – Waghäusel (Schülerverkehr)                                                                                              |
| 127     | Wiesental – Philippsburg (Schülerverkehr) |
| 128     | Altlußheim – Rheinhausen – Oberhausen – Waghäusel |
| 130     | Forst – Ubstadt (Schülerverkehr) |
| 187     | Helmsheim - Obergrombach - Untergrombach - Büchenau - Spöck                                                                                          |
| 188     | Büchenau - Untergrombach - Bruchsal |
| 189     | Untergrombach - Obergrombach - Helmsheim - Heidelsheim - Bruchsal/Gondelsheim                                                                        |
| 192     | Philippsburg – Huttenheim – Rußheim – Liedolsheim – Hochstetten                                                                                      |
| 193     | Rheinsheim – Philippsburg – Waghäusel – Kirrlach – Kronau – Bad Schönborn – Kronau Bf                                                                |
| 194     | Rheinhausen – Oberhausen – Philippsburg (Schülerverkehr)                                                                                             |
| 195     | Leopoldshafen – KIT Campus Nord – Blankenloch |
| 198     | Graben Bf – Neudorf – Rußheim – Liedolsheim – Graben Bf                                                                                              |
| X45     | Baden-Baden – Schwarzwaldhochstraße – Mummelsee – Nationalparkzentrum Ruhestein                                                                      |
| 246     | Forbach – Raumünzach – Hundsbach (Durchführung: Katz Reisen, Freudenstadt)                                                                           |
| 248     | Langenbrand – Bermersbach – Forbach |
| 262     | (Sasbach – Ottersweier –) Bühl – Steinbach – Sinzheim – Baden-Baden (Schülerverkehr)                                                                 |
| 263     | Bühl – Bühlertal (– Sand – Bühlerhöhe – Hundsbach / – Forbach) (zweistündlich nur bis Bühlertal Schindelpeter, dann zu 264)                          |
| 264     | Bühl – Ottersweier – Neusatz – Neusatzeck – Bühlertal (– Sand – Bühlerhöhe – Hundsbach) (zweistündlich nur bis Bühlertal Schindelpeter, dann zu 263) |
| 265     | Bühl – Ottersweier – Haft – Lauf |
| 266     | Bühl – Ottersweier – Unzhurst |
|         | Bereich Pforzheim-Enzkreis (VPE) |
| 715     | Pforzheim – Pfinzweiler – Ittersbach |
| 717     | Pforzheim – Langenalb – Ittersbach |
| 917     | Conweiler – Neuenbürg |

Im Auftrag der RBS betriebene Linien (auf einzelnen Linien werden die Fahrleistungen vollständig von Subunternehmern erbracht):
| Linie | Verlauf                                                                               |
| ----- | ------------------------------------------------------------------------------------- |
|       | Region Stuttgart (VVS)                                                                |
| X46   | Beilstein – Oberstenfeld – Großbottwar – Marbach (Schnellbus)                         |
| 443   | Ludwigsburg – Neckarweihingen – Marbach                                               |
| 456   | Marbach – Erdmannhausen – Affalterbach – Wolfsölden (– Winnenden)                     |
| 456a  | Marbach – Erdmannhausen – Affalterbach – Wolfsölden (Schülerverkehr)                  |
| 457   | (Backnang –) Aspach – Rielingshausen – Marbach – Hörnle                               |
| 460   | Beilstein – Oberstenfeld – Großbottwar – Steinheim – Murr – Marbach                   |
| 460a  | Beilstein – Oberstenfeld – Großbottwar – Steinheim – Murr – Marbach (Schülerverkehr)  |
| 461   | Winzerhausen – Großbottwar – Steinheim – Murr – Marbach                               |
| 463   | Prevorst – Gronau – Oberstenfeld                                                      |
| 464   | Marbach – Bottwartal – Neckartal – Besigheim (Fahrrad- und Wanderbus „WeinKulTourer“) |
| 465   | Großbottwar – Hof und Lembach                                                         |
| 625   | Ditzingen Bahnhof Süd – Gewerbegebiet Süd                                             |
| N44   | Freiberg – Pleidelsheim – Besigheim (Nachtbus)                                        |
| N46   | Beilstein – Oberstenfeld – Großbottwar – Marbach (Nachtbus)                           |
| N52   | Markgröningen – Unterriexingen – Sachsenheim – Hohenhaslach – Ensingen (Nachtbus)     |
| N56   | Oberriexingen – Sachsenheim – Bietigheim (Nachtbus)                                   |